# Sistema de ecuaciones lineales
En matemáticas y álgebra lineal, un sistema algebraico de ecuaciones lineales, también conocido como sistema lineal de ecuaciones o simplemente sistema lineal, es un sistema de ecuaciones en donde cada ecuación es de primer grado, definidas sobre un cuerpo. Un ejemplo de sistema lineal de ecuaciones sería el siguiente:

{\displaystyle \left\{{\begin{array}{rcrcrcr}3\,x_{1}&+&2\,x_{2}&+&\,x_{3}&=&1\\2\,x_{1}&+&2\,x_{2}&+&4\,x_{3}&=&-2\\-\,x_{1}&+&{\frac {1}{2}}\,x_{2}&-&\,x_{3}&=&7\end{array}}\right.}

El problema consiste en encontrar los valores desconocidos de las variables x1, x2 y x3 que satisfacen las tres ecuaciones. 
El problema de los sistemas lineales de ecuaciones es uno de los más antiguos de la matemática y tiene una infinidad de aplicaciones, como en procesamiento digital de señales, análisis estructural, estimación, predicción y más generalmente en programación lineal, así como en la aproximación de problemas no lineales de análisis numérico.

## Introducción
En general, un sistema con m ecuaciones lineales y n incógnitas puede ser escrito en forma normal como:

{\displaystyle \left\{{\begin{matrix}a_{11}x_{1}&+a_{12}x_{2}&+\dots &+a_{1n}x_{n}&=b_{1}\\a_{21}x_{1}&+a_{22}x_{2}&+\dots &+a_{2n}x_{n}&=b_{2}\\\dots &\dots &\dots &\dots &\dots \\a_{m1}x_{1}&+a_{m2}x_{2}&+\dots &+a_{mn}x_{n}&=b_{m}\end{matrix}}\right.}

Donde {\displaystyle x_{1},\dots ,x_{n}} son las incógnitas, los números {\displaystyle a_{ij}\in \mathbb {K} } son los coeficientes del sistema sobre el cuerpo {\displaystyle \mathbb {K} \ [=\mathbb {R} ,\mathbb {C} ,\dots ]} y {\displaystyle b_{1},\dots ,b_{m}} son los términos independientes. Es posible reescribir el sistema separando los coeficientes con notación matricial:

(1){\displaystyle {\begin{pmatrix}a_{11}&a_{12}&\cdots &a_{1n}\\a_{21}&a_{22}&\cdots &a_{2n}\\\vdots &\vdots &\ddots &\vdots \\a_{m1}&a_{m2}&\cdots &a_{mn}\end{pmatrix}}{\begin{pmatrix}x_{1}\\x_{2}\\\vdots \\x_{n}\end{pmatrix}}={\begin{pmatrix}b_{1}\\b_{2}\\\vdots \\b_{m}\end{pmatrix}}}

Si representamos cada matriz con una única letra obtenemos:

{\displaystyle \mathbf {Ax} =\mathbf {b} }

Donde A es una matriz m por n, x es un vector columna de longitud n y b es otro vector columna de longitud m. El sistema de eliminación de Gauss-Jordan se aplica a este tipo de sistemas, sea cual sea el cuerpo del que provengan los coeficientes. La matriz A se llama matriz de coeficientes de este sistema lineal. A b se le llama vector de términos independientes del sistema y a x se le llama vector de incógnitas.

## Sistemas lineales reales
En esta sección se analizan las propiedades de los sistemas de ecuaciones lineales sobre el cuerpo {\displaystyle \mathbb {R} }, es decir, los sistemas lineales en los cuales los coeficientes de las ecuaciones son números reales.

### Representación gráfica

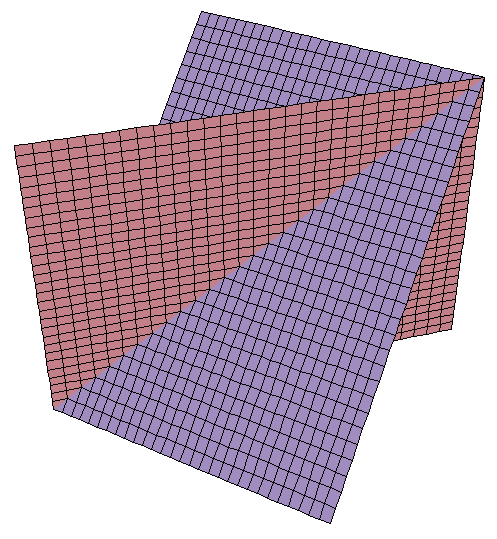
La intersección de dos planos que no son paralelos coincidentes es una recta.

Un sistema con {\displaystyle n} incógnitas se puede representar en el n-espacio correspondiente.
En los sistemas con 2 incógnitas, el universo de nuestro sistema será el plano bidimensional, mientras que cada una de las ecuaciones será representada por una recta. La solución será el punto (o línea) donde se intersequen todas las rectas que representan a las ecuaciones. Si no existe ningún punto en el que se intersequen al mismo tiempo todas las líneas, el sistema es incompatible, o lo que es lo mismo, no tiene solución.
En el caso de un sistema con 3 incógnitas, el universo será el espacio tridimensional, siendo cada ecuación un plano dentro del mismo. Si todos los planos intersecan en un único punto, las coordenadas de este serán la solución al sistema. Si, por el contrario, la intersección de todos ellos es una recta o incluso un plano, el sistema tendrá infinitas soluciones, que serán las coordenadas de los puntos que forman dicha línea o superficie.
Para sistemas de 4 o más incógnitas, la representación gráfica no existe, por lo que dichos problemas no se enfocan desde esta óptica.

### Tipos de sistemas lineales
Los sistemas de ecuaciones se pueden clasificar según el número de soluciones que pueden presentar. De acuerdo con ese caso se pueden presentar los siguientes casos:
- Sistema compatible si tiene solución, en este caso además puede distinguirse entre:
  - Sistema compatible determinado cuando tiene una única solución.
  - Sistema compatible indeterminado cuando admite un conjunto infinito de soluciones.
- Sistema incompatible si no tiene solución.

Quedando así la clasificación: 
Los sistemas incompatibles geométricamente se caracterizan por (hiper)planos o rectas que se cruzan sin cortarse. Los sistemas compatibles determinados se caracterizan por un conjunto de (hiper)planos o rectas que se cortan en un único punto. Los sistemas compatibles indeterminados se caracterizan por (hiper)planos que se cortan a lo largo de una recta [o más generalmente un hiperplano de dimensión menor]. Desde un punto de vista algebraico los sistemas compatibles determinados se caracterizan porque el determinante de la matriz es diferente de cero:

{\displaystyle {\text{Sistema compatible determinado}}\Longleftrightarrow \det(\mathbf {A} )\neq 0}

#### Algoritmo para determinar si un sistema es compatible
Podemos averiguar si un sistema es o no compatible mediante el Teorema de Rouché-Frobenius que establece que un sistema de ecuaciones lineales es compatible solo si el rango de su matriz ampliada coincide con el de su matriz de coeficientes. Supongamos que el sistema es compatible. Si el valor común de los rangos de las matrices coincide con el número de variables, el sistema es compatible determinado; en caso contrario, es compatible indeterminado.

#### Sistemas compatibles indeterminados
Un sistema sobre un cuerpo K es compatible indeterminado cuando posee un número infinito de soluciones. Por ejemplo, el siguiente sistema:

{\displaystyle \left\{{\begin{matrix}x&+2y&=1\\2x&+4y&=2\end{matrix}}\right.}

Tanto la primera como la segunda ecuación se corresponden con la recta cuya pendiente es {\displaystyle -0,5} y que pasa por el punto {\displaystyle (-1,1)}, por lo que ambas coinciden en todos los puntos de dicha recta. El sistema es compatible por tener solución o puntos comunes entre las rectas, pero es indeterminado al ocurrir esto en infinitos puntos.
- En este tipo de sistemas, la solución genérica consiste en expresar una o más variables como función matemática del resto. En los sistemas lineales compatibles indeterminados, al menos una de sus ecuaciones se puede hallar como combinación lineal del resto, es decir, es linealmente dependiente.

- La condición necesaria para que un sistema sea compatible indeterminado es que el determinante de la matriz del sistema sea cero, al igual que el rango de la matriz ampliada sea menor al número de incógnitas(y por tanto uno de sus autovalores será 0):

{\displaystyle \mathrm {sistema\;compatible\;indeterminado} \Rightarrow \det \mathbf {A} =0}

- De hecho, de las dos condiciones anteriores se desprende, que el conjunto de soluciones de un sistema compatible indeterminado es un subespacio vectorial. Y la dimensión de ese espacio vectorial coincidirá con la multiplicidad geométrica del autovalor cero.

#### Sistemas incompatibles
De un sistema se dice que es incompatible cuando no presenta ninguna solución. Por ejemplo, supongamos el siguiente sistema:

{\displaystyle \left\{{\begin{matrix}x&+2y&=4\\2x&+4y&=1236\end{matrix}}\right.}

Las ecuaciones se corresponden gráficamente con dos rectas, ambas con la misma pendiente, Al ser paralelas, no se cortan en ningún punto, es decir, no existe ningún valor que satisfaga a la vez ambas ecuaciones.
Matemáticamente un sistema de estos es incompatible cuando el rango de la matriz del sistema es inferior al rango de la matriz ampliada. Una condición necesaria para que esto suceda es que el determinante de la matriz del sistema sea cero:

{\displaystyle \mathrm {sistema\;incompatible} \Rightarrow \det \mathbf {A} =0}

### Resolución de sistemas de ecuaciones lineales

##### Sustitución
El método de sustitución consiste en despejar en una de las ecuaciones con cualquier incógnita, preferiblemente la que tenga menor coeficiente y a continuación sustituirla en otra ecuación por su valor.
En caso de sistemas con más de dos incógnitas, la seleccionada debe ser sustituida por su valor equivalente en todas las ecuaciones excepto en la que la hemos despejado. En ese instante, tendremos un sistema con una ecuación y una incógnita menos que el inicial, en el que podemos seguir aplicando este método reiteradamente. Por ejemplo, supongamos que queremos resolver por sustitución este sistema: 

{\displaystyle \left\{{\begin{matrix}3x&+y&=&22\\4x&-3y&=&-1\end{matrix}}\right.}

En la primera ecuación, seleccionamos la incógnita {\displaystyle y} por ser la de menor coeficiente y que posiblemente nos facilite más las operaciones, y la despejamos, obteniendo la siguiente ecuación.

{\displaystyle y=22-3x}

El siguiente paso será sustituir cada ocurrencia de la incógnita {\displaystyle y} en la otra ecuación, para así obtener una ecuación donde la única incógnita sea la {\displaystyle x}.

{\displaystyle 4x-3(22-3x)=-1\qquad \Rightarrow 4x-66+9x=-1\qquad \Rightarrow 13x-66=-1,\qquad \Rightarrow 13x=65}

Al resolver la ecuación obtenemos el resultado {\displaystyle x=5}, y si ahora sustituimos esta incógnita por su valor en alguna de las ecuaciones originales obtendremos {\displaystyle y=7}, con lo que el sistema queda ya resuelto.

#### Igualación
El método de igualación se puede entender como un caso particular del método de sustitución en el que se despeja la misma incógnita en dos ecuaciones y a continuación se igualan entre sí la parte derecha de ambas ecuaciones.
Tomando el mismo sistema utilizado como ejemplo para el método de sustitución, si despejamos la incógnita {\displaystyle y} en ambas ecuaciones nos queda de la siguiente manera:

{\displaystyle \left\{{\begin{matrix}y=&22-3x\\y=&{\cfrac {4x+1}{3}}\end{matrix}}\right.}

Como se puede observar, ambas ecuaciones comparten la misma parte izquierda, por lo que podemos afirmar que las partes derechas también son iguales entre sí.

{\displaystyle 22-3x={\frac {4x+1}{3}}\Rightarrow \quad \ 3(22-3x)=4x+1\Rightarrow \quad \ 65=13x\Rightarrow \quad \ x=5}

Una vez obtenido el valor de la incógnita {\displaystyle x}, se sustituye su valor en una de las ecuaciones originales, y se obtiene el valor de la {\displaystyle y}.
La forma más fácil de tener el método de sustitución es realizando un cambio para despejar x después de averiguar el valor de la y.

#### Reducción
Este método suele emplearse mayoritariamente en los sistemas lineales, siendo pocos los casos en que se utiliza para resolver sistemas no lineales. El procedimiento, diseñado para sistemas con dos ecuaciones e incógnitas, consiste en transformar una de las ecuaciones (generalmente, mediante productos), de manera que obtengamos dos ecuaciones en la que una misma incógnita aparezca con el mismo coeficiente y distinto signo. A continuación, se suman ambas ecuaciones produciéndose así la reducción o cancelación de dicha incógnita, obteniendo así una ecuación con una sola incógnita, donde el método de resolución es simple.
Por ejemplo, en el sistema:

{\displaystyle \left\{{\begin{matrix}2x&+3y&=5\\5x&+6y&=4\end{matrix}}\right.}

No tenemos más que multiplicar la primera ecuación por {\displaystyle -2} para poder cancelar la incógnita {\displaystyle y}. Al multiplicar, dicha ecuación nos queda así:

{\displaystyle -2(2x+3y=5)\quad \longrightarrow \quad -4x-6y=-10}

Si sumamos esta ecuación a la segunda del sistema original, obtenemos una nueva ecuación donde la incógnita {\displaystyle y} ha sido reducida y que, en este caso, nos da directamente el valor de la incógnita {\displaystyle x}:

{\displaystyle {\begin{array}{rrcr}-4x&-6y&=&-10\\5x&+6y&=&4\\\hline x&&=&-6\end{array}}}

{\displaystyle x=-6}

El siguiente paso consiste únicamente en sustituir el valor de la incógnita {\displaystyle x} en cualquiera de las ecuaciones donde aparecían ambas incógnitas, y obtener así que el valor de {\displaystyle y} si sustituimos en la primera ecuación es igual a:

{\displaystyle \left.{\begin{array}{rrcr}2x&+3y&=&5\\x&&=&-6\end{array}}\right\}\quad \longrightarrow \quad 2(-6)+3y=5\quad \longrightarrow \quad y={\frac {17}{3}}}

#### Método gráfico

Rectas que pasan por el punto: (2,4)

Consiste en construir la gráfica de cada una de las ecuaciones del sistema. El método (manualmente aplicado) solo resulta eficiente en el plano cartesiano, es decir para un espacio de dimensión dos.
El proceso de resolución de un sistema de ecuaciones mediante el método gráfico se resuelve en los siguientes pasos:
1. Se despeja la incógnita en ambas ecuaciones.
2. Se construye para cada una de las dos ecuaciones de primer grado obteniendo la tabla de valores correspondientes.
3. Se representan gráficamente ambas rectas en los ejes coordenados.
4. En este último paso hay tres posibilidades:
  1. Si ambas rectas se cortan, las coordenadas del punto de corte son los únicos valores de las incógnitas (x,y). "Sistema compatible determinado".
  2. Si ambas rectas son coincidentes, el sistema tiene infinitas soluciones que son las respectivas coordenadas de todos los puntos de esa recta en la que coinciden ambas. «Sistema compatible indeterminado».
  3. Si ambas rectas son paralelas, el sistema no tiene solución en los reales pero sí en los complejos.

#### Método de Gauss
El método de eliminación de Gauss o simplemente método de Gauss consiste en convertir un sistema lineal de n ecuaciones con n incógnitas, en uno escalonado, en el que la primera ecuación tiene n incógnitas, la segunda ecuación tiene n - 1 incógnitas, ..., hasta la última ecuación, que tiene 1 incógnita. De esta forma, será fácil partir de la última ecuación e ir subiendo para calcular el valor de las demás incógnitas.
| Ejemplo de eliminación de Gauss |
| Se reúnen 30 personas entre hombres, mujeres y niños. Se sabe que entre los hombres y el triple de mujeres exceden en 20 el doble de los niños. También se sabe que entre hombres y mujeres se duplican al número de niños. Plantear y resolver el sistema de ecuaciones. {\displaystyle x=} número de hombres {\displaystyle y=} número de mujeres {\displaystyle z=} número de niños - Se reúnen 30 personas entre hombres, mujeres y niños: {\displaystyle x+y+z=30\;} - Se sabe que entre los hombres y el triple de mujeres exceden en 20 el doble de los niños: {\displaystyle x+3y=2z+20\;} - También se sabe que entre hombres y mujeres se duplican al número de niños: {\displaystyle x+y=2z\;} Agrupando las tres ecuaciones tenemos el sistema, que ordenado resulta: {\displaystyle \left\{{\begin{array}{l}x+y+z=30\\x+3y=2z+20\\x+y=2z\end{array}}\right.\quad \longrightarrow \left\{{\begin{array}{rrrcr}x&+y&+z&=&30\\x&+3y&-2z&=&20\\x&+y&-2z&=&0\end{array}}\right.} Aplicamos Gauss, restando la primera ecuación a las dos siguientes: {\displaystyle \left\{{\begin{array}{rrrcr}x&+y&+z&=&30\\&2y&-3z&=&-10\\&&-3z&=&-30\end{array}}\right.} En este caso en la tercera ecuación se ha eliminado la y, por lo que no es necesario hacer más operaciones. Por lo tanto obtenemos que z = 10 de la tercera ecuación: {\displaystyle -3z=-30m\longrightarrow \quad z={\cfrac {-30}{-3}}\longrightarrow \quad z=10} Sustituyendo z en la segunda ecuación obtenemos que y = 10: {\displaystyle \left.{\begin{array}{rrcr}2y&-3z&=&-10\\&z&=&10\end{array}}\right\}\longrightarrow \quad 2y-30=-10\longrightarrow \quad 2y=20\longrightarrow \quad y=10} Sustituyendo z é y en la primera ecuación obtenemos x = 10. {\displaystyle \left.{\begin{array}{rrrcr}x&+y&+z&=&30\\&y&&=&10\\&&z&=&10\end{array}}\right\}\longrightarrow \quad x+10+10=30\longrightarrow \quad x=30-10-10\longrightarrow \quad x=10} Con lo que hemos obtenido el resultado del sistema: {\displaystyle \left\{{\begin{array}{l}x+y+z=30\\x+3y=2z+20\\x+y=2z\end{array}}\right.\quad \longrightarrow \left\{{\begin{array}{l}x=10\\y=10\\z=10\end{array}}\right.} |

##### Eliminación de Gauss-Jordan
Una variante de este método, denominada eliminación de Gauss-Jordan, es un método aplicable únicamente a los sistemas lineales de ecuaciones, y consistente en triangular la matriz aumentada del sistema mediante transformaciones elementales, hasta obtener ecuaciones de una sola incógnita, cuyo valor será igual al coeficiente situado en la misma fila de la matriz. Este procedimiento es similar al anterior de reducción, pero ejecutado de manera reiterada y siguiendo un cierto orden algorítmico.
| Ejemplo de eliminación de Gauss-Jordan |
| Supóngase que es necesario encontrar los números x, y, z, que satisfacen simultáneamente al siguiente sistema de ecuaciones lineales: {\displaystyle \left\{{\begin{array}{rrrcr}2x&+y&-z&=&8\\-3x&-y&+2z&=&-11\\-2x&+y&+2z&=&-3\end{array}}\right.} Inicialmente, se escriben los coeficientes del sistema como una matriz aumentada. Lo que en notación matricial se denota por: {\displaystyle \left({\begin{array}{rrrr}2&1&-1&8\\-3&-1&2&-11\\-2&1&2&-3\end{array}}\right)} Posteriormente, se reduce la incógnita {\displaystyle x}, sumando a la segunda fila, la primera multiplicada por {\displaystyle {\frac {3}{2}}}, y a la tercera, la primera fila. La matriz queda así: {\displaystyle \left({\begin{array}{rrrr}2&1&-1&8\\0&{\frac {1}{2}}&{\frac {1}{2}}&1\\0&2&1&5\end{array}}\right)} El siguiente paso consiste en eliminar la incógnita {\displaystyle y} en la primera y tercera fila, para lo cual se suma la segunda multiplicada por {\displaystyle -2} y por {\displaystyle -4}, respectivamente. {\displaystyle \left({\begin{array}{rrrr}2&0&-2&6\\0&{\frac {1}{2}}&{\frac {1}{2}}&1\\0&0&-1&1\end{array}}\right)} Por último, se elimina {\displaystyle z}, tanto de la primera como de la segunda fila, sumándoles la tercera multiplicada por {\displaystyle -2} y por {\displaystyle {\frac {1}{2}}}, respectivamente: {\displaystyle \left({\begin{array}{rrrr}2&0&0&4\\0&{\frac {1}{2}}&0&{\frac {3}{2}}\\0&0&-1&1\end{array}}\right)} Llegados a este punto se puede resolver directamente las ecuaciones que se nos plantean: {\displaystyle \left\{{\begin{matrix}2x=4\\{\cfrac {y}{2}}={\cfrac {3}{2}}\\-z=1\end{matrix}}\right.} O, si se prefiere, se puede multiplicar las tres filas de la matriz por: {\displaystyle {\frac {1}{2}}}, {\displaystyle 2} y {\displaystyle -1} respectivamente, y obtener así automáticamente los valores de las incógnitas en la última columna. {\displaystyle \left\{{\begin{matrix}x=&2\\y=&3\\z=&-1\end{matrix}}\right.} |

#### Regla de Cramer
La regla de Cramer da una solución para sistemas compatibles determinados en términos de determinantes y adjuntos dada por:

{\displaystyle x_{j}={\cfrac {\det(A_{j})}{\det(\mathbf {A} )}}}

Donde Aj es la matriz resultante de reemplazar la j-ésima columna de A por el vector columna b. Para un sistema de dos ecuaciones y dos incógnitas:

{\displaystyle \left\{{\begin{matrix}a\,x&+&b\,y&=e\\c\,x&+&d\,y&=f\end{matrix}}\right.}

La regla de Cramer da la siguiente solución:

{\displaystyle x={\frac {\begin{vmatrix}e&b\\f&d\end{vmatrix}}{\begin{vmatrix}a&b\\c&d\end{vmatrix}}}={ed-bf \over ad-bc}\;,\qquad y={\frac {\begin{vmatrix}a&e\\c&f\end{vmatrix}}{\begin{vmatrix}a&b\\c&d\end{vmatrix}}}={af-ec \over ad-bc}}

Nota: Cuando en la determinante original  det(A) el resultado es 0, el sistema indica múltiples o sin coincidencia.

#### Algoritmos numéricos
La eliminación de Gauss-Jordan es un algoritmo numérico usado para una gran cantidad de casos específicos, aunque posteriormente se han desarrollado algoritmos alternativos mucho más eficientes. La mayoría de estos algoritmos mejorados tienen una complejidad computacional de O(n²) (donde n es el número de ecuaciones del sistema). Algunos de los métodos más usados son:
- Para los problemas de la forma Ax = b, donde A es una matriz de Toeplitz simétrica, se puede utilizar la recursión de Levinson o alguno de los métodos derivados de este. Un método derivado de la recursión de Levinson es la recursión de Schur, que es ampliamente usado en el campo del procesamiento digital de señales.
- Para los problemas de la forma Ax = b, donde A es una matriz singular o casi singular, la matriz A se descompone en el producto de tres matrices en un proceso llamado descomposición en valores singulares.

Cuando consideramos ecuaciones lineales cuyas soluciones son números racionales, reales o complejos o más generalmente un cuerpo {\displaystyle \mathbb {K} }, la solución puede encontrarse mediante Regla de Cramer. Para sistemas de muchas ecuaciones la regla de Cramer puede ser computacionalmente más costosa y suelen usarse otros métodos más "económicos" en número de operaciones como la eliminación de Gauss-Jordan y la descomposición de Cholesky. Existen también métodos indirectos (basados en iteraciones) como el método de Gauss-Seidel.
Si el cuerpo es infinito (como es el caso de los números reales o complejos), entonces solo puede darse una de las tres siguientes situaciones:
- el sistema no tiene solución (en dicho caso se dice que el sistema está sobredeterminado o que es incompatible)
- el sistema tiene una única solución (el sistema es compatible determinado)
- el sistema tiene un número infinito de soluciones (el sistema es compatible indeterminado).

## Solución de sistemas lineales en un anillo
Los métodos para resolver el sistema (1) sobre un anillo son muy diferentes a los considerados anteriormente. De hecho, la mayoría de los métodos usados en cuerpos, como la regla de Cramer, son inaplicables en anillos debido a que no existen inversos multiplicativos. 
La existencia de solución del sistema (1) sobre los enteros requiere varias condiciones:
1. Para cada i {\displaystyle {\mbox{mcd}}(a_{i1},a_{i2},...,a_{in})\;} es divisor de {\displaystyle b_{i}\;}.
2. Si la condición anterior se cumple para un determinado i existe un conjunto de enteros {\displaystyle {\mathcal {S}}_{i}\;} formado por el conjunto de enteros que satisface la i-ésima ecuación, y existirá solución si la intersección {\displaystyle {\mathcal {S}}_{1}\cap ...\cap {\mathcal {S}}_{n}\neq \varnothing }.